# پتر فیالا
پتر فیالا (انگلیسی: Petr Fiala؛ زادهٔ ۱ سپتامبر ۱۹۶۴) سیاستمدار، دانشمند علوم سیاسی و استاد دانشگاه اهل جمهوری چک است که از سال ۲۰۱۴ رهبر حزب مدنی دموکراتیک (ODS) بوده‌است. وی از سال ۲۰۱۳ به عنوان عضو مجلس نمایندگان خدمت کرده‌است. از سال ۲۰۱۲ تا ۲۰۱۳ فیالا وزیر آموزش و پرورش، جوانان و ورزش در کابینه نخست‌وزیر پتر نکاس بود.

## پیروزی در انتخابات ۲۰۲۱
ائتلاف SPOLU در انتخابات قانونگذاری ۲۰۲۱ جمهوری چک با فیالا به عنوان رهبر شرکت کرد. نظرسنجی‌ها حاکی از آن بود که ANO ۲۰۱۱ در انتخابات پیروز می‌شود اما در کمال تعجب انتخاباتی SPOLU بیشترین آرا را به دست آورد و احزاب مخالف اکثریت کرسی‌های مجلس نمایندگان را به دست آوردند. احزاب مخالف با امضای تفاهمنامه‌ای پیشنهاد کردند که فیالا برای پست نخست‌وزیری جدید معرفی شود.